# Tour de Gévaudan Occitania
El Tour de Gévaudan Occitania es una carrera ciclista francesa.
Reunía a los ciclistas más destacados amateurs de los años 1980 y 1990, antes de desaparecer. La prueba renació en 2006 con la ambición de convertirse rápidamente en una carrera para profesionales. Entró en el calendario del UCI Europe Tour en 2009 dentro de la categoría 2.2, ascendió a la categoría 2.1 en 2014, volvió a la 2.2 en 2017 y, con el cambio de nombre, en 2018 pasó a ser una carrera de un día de categoría 1.2.

## Palmarés
| Año                                   | Ganador            | Segundo            | Tercero              |
| Tour de Gévaudan Languedoc-Roussillon |                    |                    |                      |
| ------------------------------------- | ------------------ | ------------------ | -------------------- |
| 1973                                  | Bernard Bourreau   |                    |                      |
| 1974                                  | Michel Charlier    |                    |                      |
| 1975                                  | Bernard Vallet     |                    |                      |
| 1976                                  | Joël Millard       |                    |                      |
| 1977                                  | Michel Charlier    |                    |                      |
| 1978-1979                             | No se disputó      | No se disputó      | No se disputó        |
| 1980                                  | Philippe Chevalier |                    |                      |
| 1981                                  | Étienne Néant      |                    |                      |
| 1982                                  | Jean-Marie Landher |                    |                      |
| 1983                                  | Bernard Pinneau    |                    |                      |
| 1984                                  | Bernard Faussurier |                    |                      |
| 1985                                  | Jean-Paul Garde    |                    |                      |
| 1986                                  | Fabrice Lagrange   |                    |                      |
| 1987                                  | Denis Jusseau      |                    |                      |
| 1988                                  | Philippe Delaurier |                    |                      |
| 1989                                  | Luis Felipe Moreno |                    |                      |
| 1990                                  | Jewgeni Anaskin    |                    |                      |
| 1991                                  | Artūras Kasputis   |                    |                      |
| 1992                                  | Pascal Hervé       |                    |                      |
| 1993                                  | Pascal Churin      |                    |                      |
| 1994-2005                             | No se disputó      | No se disputó      | No se disputó        |
| 2006                                  | Ludovic Martin     |                    |                      |
| 2007                                  | Tanel Kangert      | David Tanner       | Sébastien Grédy      |
| 2008                                  | Mateusz Taciak     | Julien Antomarchi  | Brice Feillu         |
| 2009                                  | David Rösch        | Julien Simon       | Sébastien Harbonnier |
| 2010                                  | Jérôme Coppel      | Guillaume Levarlet | Wilco Kelderman      |
| 2011                                  | Guillaume Levarlet | Jonathan Hivert    | Paul Voss            |
| 2012                                  | Davide Rebellin    | Robert Vrečer      | Rudy Molard          |
| 2013                                  | Yoann Bagot        | Stéphane Rossetto  | Sébastien Duret      |
| 2014                                  | Amets Txurruka     | Thomas Degand      | Alexis Vuillermoz    |
| 2015                                  | Thibaut Pinot      | Thomas Voeckler    | Stéphane Rossetto    |
| 2016                                  | No se disputó      | No se disputó      | No se disputó        |
| 2017                                  | Guillaume Martin   | Romain Sicard      | Nicolas Edet         |
| Tour de Gévaudan Occitania            |                    |                    |                      |
| 2018                                  | Jaakko Hänninen    | Rein Taaramäe      | Geoffrey Bouchard    |

## Palmarés por países
| País            | Victorias |
| --------------- | --------- |
| Francia         | 22        |
| Colombia        | 1         |
| Unión Soviética | 1         |
| Lituania        | 1         |
| Estonia         | 1         |
| Polonia         | 1         |
| Alemania        | 1         |
| Italia          | 1         |
| España          | 1         |
| Finlandia       | 1         |